# سسک کوبایی
سسک‌های کوبایی سردهٔ Teretistris از تیرهٔ سسکان کوبایی (Teretistridae) از پرندگان بومی کوبا و جزیرک‌های پیرامون آن هستند. تا سال ۲۰۰۲ تصور می‌شد که آن‌ها چرخ‌ریسک‌نماهای جهان جدید هستند، اما مطالعات DNA نشان داد که آنها با آن تیره ارتباط نزدیکی ندارند. این تیره از دو گونه تشکیل شده است، سسک سرزرد و سسک خاور کوبا. هر دو گونه در جنگل‌ها و بوته‌ها یافت می‌شوند، با سسک سرزرد در غرب جزیره و سسک خاور کوبا در شرق. سسک‌های کوبایی ۱۳ سانتیمتر (۵٫۱ اینچ) طول دارند و دارای پرهای زرد و خاکستری مشابه هستند.
| Common name   | Scientific name and subspecies          | Range    | Size and ecology     | IUCN status and estimated population |
| ------------- | --------------------------------------- | -------- | -------------------- | ------------------------------------ |
| سسک سرزرد     | Teretistris fernandinae (Lembeye, ۱۸۵۰) | کوبا     | Size: Habitat: Diet: | LC                                   |
| سسک خاور کوبا | Teretistris fornsi Gundlach, ۱۸۵۸       | شرق کوبا | Size: Habitat: Diet: | LC                                   |